# Le Casse (film, 2003)
Pour les articles homonymes, voir Le Casse.
Pour plus de détails, voir Fiche technique et Distribution.
Le Casse (Scorched) est un film américain réalisé par Gavin Grazer, sorti en 2003.

## Synopsis
Trois employés d'une banque décident par hasard de voler leur employeur le même jour.

## Fiche technique
- Titre : Le Casse
- Titre original : Scorched
- Réalisation : Gavin Grazer
- Scénario : Joe Wein et Max Wein
- Musique : John Frizzell
- Photographie : Bruce Douglas Johnson
- Montage : Kathryn Himoff
- Production : Al Corley, Eugene Musso et Bart Rosenblatt
- Société de production : Code Entertainment et Eclipse Catering
- Société de distribution : Winchester Films (États-Unis)
- Pays :  États-Unis
- Genre : Comédie
- Durée : 95 minutes
- Date de sortie : 
  - États-Unis : 25 juillet 2003

## Distribution
- Alicia Silverstone : Sheila Rilo
- Rachael Leigh Cook : Shmally
- Woody Harrelson : Jason « Woods » Valley
- John Cleese : Charles Merchant
- Paulo Costanzo : Stuart « Stu » Stein
- David Krumholtz : Max
- Joshua Leonard : Rick
- Ivan Sergei : Mark
- Marcus Thomas : Carter Doleman
- Max Wein : Loomis
- Gavin Grazer : Cleatis
- Steven Shenbaum : Winston
- Wayne Morse : Gavin

## Accueil
Le film a reçu la note de 2,5/5 sur AllMovie.